# Пет минута раја
Пет минута раја је југословенски и словеначки драмски филм први пут приказан 23. јула 1959. године. Режирао га је Игор Претнар а сценарио је написао Витомил Жупан.

## Радња
Ово је прича о Луцијану и Стевану, двојици југословенских заробљеника, који су једног јутра пред крај 2 светског рата пошли на стравичан посао: демонтирање неексплодираних авионских бомби. Док СС-овци чекају напоље, у заклону, њих двојица улазе у раскошну вилу пензионисаног немачког генерала Вон Шланкеса и ту неочекивано доживе својих пет минута.Стицајем околности, њима се придружује и Лисет, млада француска депортирка.
Суочени су са две опасности: с једне прети им смрт у облику СС-оваца, а с друге стране смрт у облику бомбе непознатог типа с каквом је у ваздух одлетело неколико небеских одреда. Треба бежати али како?

## Улоге
| Глумац            | Улога              |
| ----------------- | ------------------ |
| Лојзе Розман      | Луцијан            |
| Стево Жигон       | Стеван             |
| Мира Николић      | Лизет              |
| Милан Вујновић    | Јохан Гајбел       |
| Борис Краљ        | Митке              |
| Страхиња Петровић | Генерал фон Шланке |
| Дубравка Гал      | Грета              |
| Лука Делић        | Логораш            |
| Милорад Мајић     | Логораш            |

Остале улоге ▼
| Глумац          | Улога              |
| --------------- | ------------------ |
| Ермано Стел     | Логораш            |
| Саша Коваљов    | (као Саша Коваљев) |
| Јанко Хочевар   |                    |
| Војислав Бјењаш | (као Вања Бјењаш)  |
| Лаци Цигој      | Логораш            |
| Фицко Калман    |                    |
| Ранко Гучевац   | Логораш            |

Комплетна филмска екипа ▼
| Редитељ                   | Игор Претнар      |                                  |
| Сценариста                | Витомил Зупан     |                                  |
| Композитор                | Бојан Адамич      |                                  |
| Директор фотографије      | Едуард Богданић   |                                  |
| Монтажер                  | Војислав Бјењаш   |                                  |
| Сценограф                 | Веселин Бадров    |                                  |
| Сценограф                 | Мирко Липужић     |                                  |
| Уметнички директор        | Владо Бранковић   |                                  |
| Костимограф               | Аленка Бартл      | (као Аленка Бартл—Серзова)       |
| Одсек за шминку           | Соња Зечевић      | шминкерка                        |
| Менаџер продукције        | Владимир Џамоња   | директор филма                   |
| Менаџер продукције        | Ђорђе Николић     | помоћник директора филма         |
| Помоћник режије           | Никола Ђурђевић   | помоћник редитеља                |
| Помоћник режије           | Гојко Шиповац     | помоћник редитеља                |
| Уметнички одсек           | Арон Алтарац      | сценски реквизитер               |
| Уметнички одсек           | Дземо Цесовиц     | асистент уметничког директора    |
| Уметнички одсек           | Асим Хадзовиц     | асистент реквизитера             |
| Уметнички одсек           | Берислав Петрушић | сет дизајнер (као Беро Петрушић) |
| Одсек за звук             | Драгутин Јелић    | тон мајстор                      |
| Одсек за звук             | Џевад Вилић       | микроман                         |
| Одсек за звук             | Јоже Визјак       | румор соунд еффецтс              |
| Специјални ефекти         | Јован Шкундрић    | пиротехничар                     |
| Одсек за камеру и расвету | Суљо Балић        | фотограф                         |
| Одсек за камеру и расвету | Бошко Ковачевић   | вођа расвете                     |
| Одсек за камеру и расвету | Томо Љевак        | пратилац камере                  |
| Одсек за камеру и расвету | Огњен Милићевић   | сниматељ                         |
| Одсек за камеру и расвету | Сефко Мусић       | сценски мајстор                  |
| Одсек за камеру и расвету | Бакир Тановић     | пратилац камере                  |
| Одсек за костим           | Јосеф Атијас      | гардеробер                       |
| Одсек за монтажу          | Бланка Јелић      | асистент монтажера               |
| Музички одсек             | Мишо Бушић        | музички уредник                  |
| Остала екипа              | Љубинка Курузовић | секретар режије                  |